# Parbati (Himachal Pradesh)
Parbati és un riu de l'Índia a Himachal Pradesh, principalment al districte de Kangra, regant el Kullu. Neix a Waziri Rupi a la glacera Man Talai (sota el Pas de Pin Parbati) als vessants de l'Himàlaia a una altura de 6.000 metres. Corre en direcció occidental i desaigua finalment al riu Beas o Bias passat Sultanpur a 31° 53′ 33″ N, 77° 11′ 00″ E / 31.89250°N,77.18333°E a Bhuntar (10 km al sud de Kullu) després d'un curs de 145 km, els primers 70 dels quals són a través de muntanyes més aviat poc poblades.